# ケン・バウ

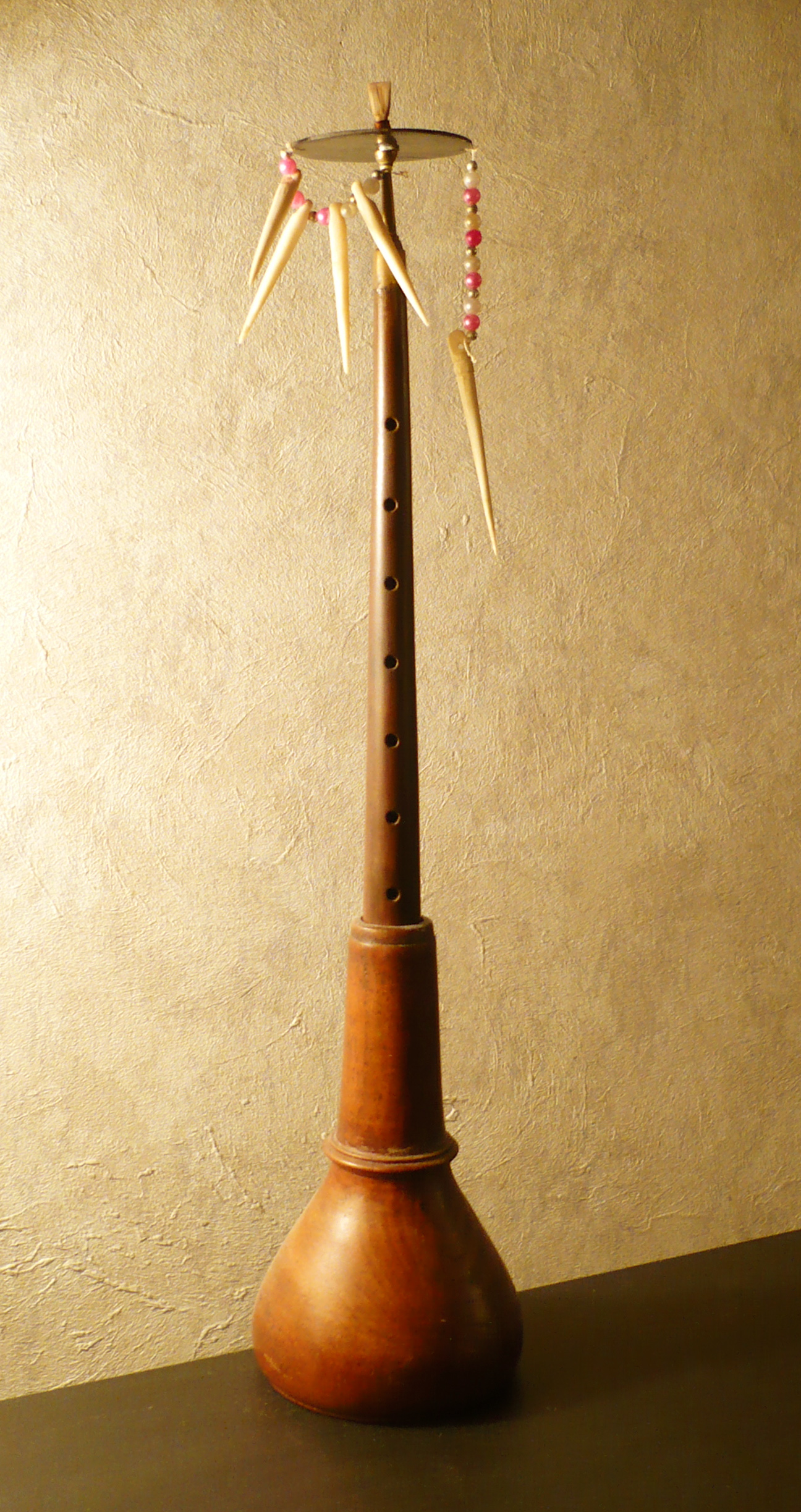
ケン・バウ

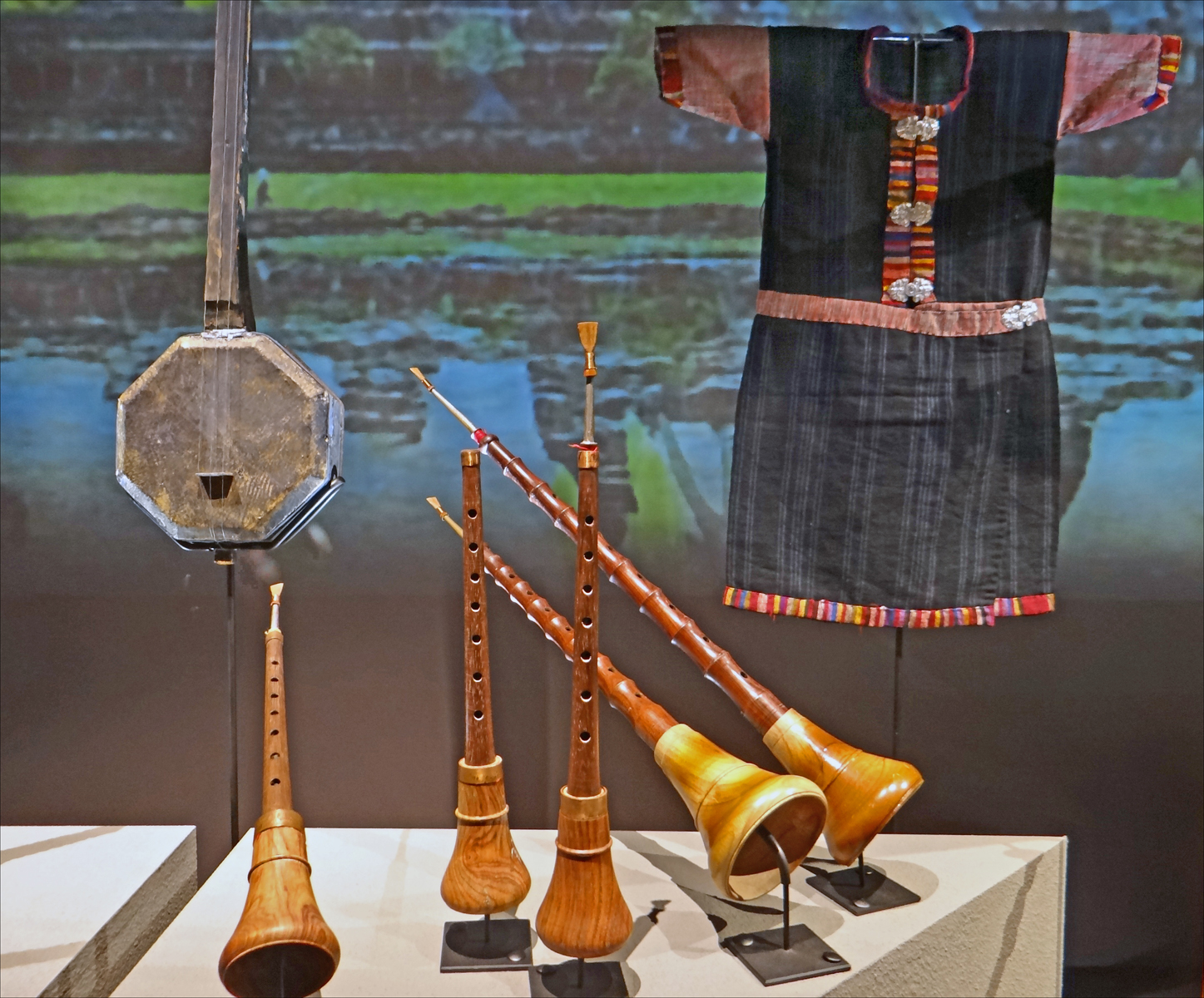

ケン・バウ（ベトナム語：kèn bầu／𥱲瓢）はケンの一種である。ベトナムの複簧管楽器である。様々な大きさがあり、主にフエの宮廷音楽の中で用いられてきた。

## 構造
ケン・バウは、硬木でできた円錐形の胴に7つの指穴を持つ。パラミツで作られる瓢箪型のベルは取り外しができ、その点で中国や韓国の類似の楽器とは異なる。吹口の方の端には、複簧を取り付けるための小さな真鍮管を備える。

## 演奏

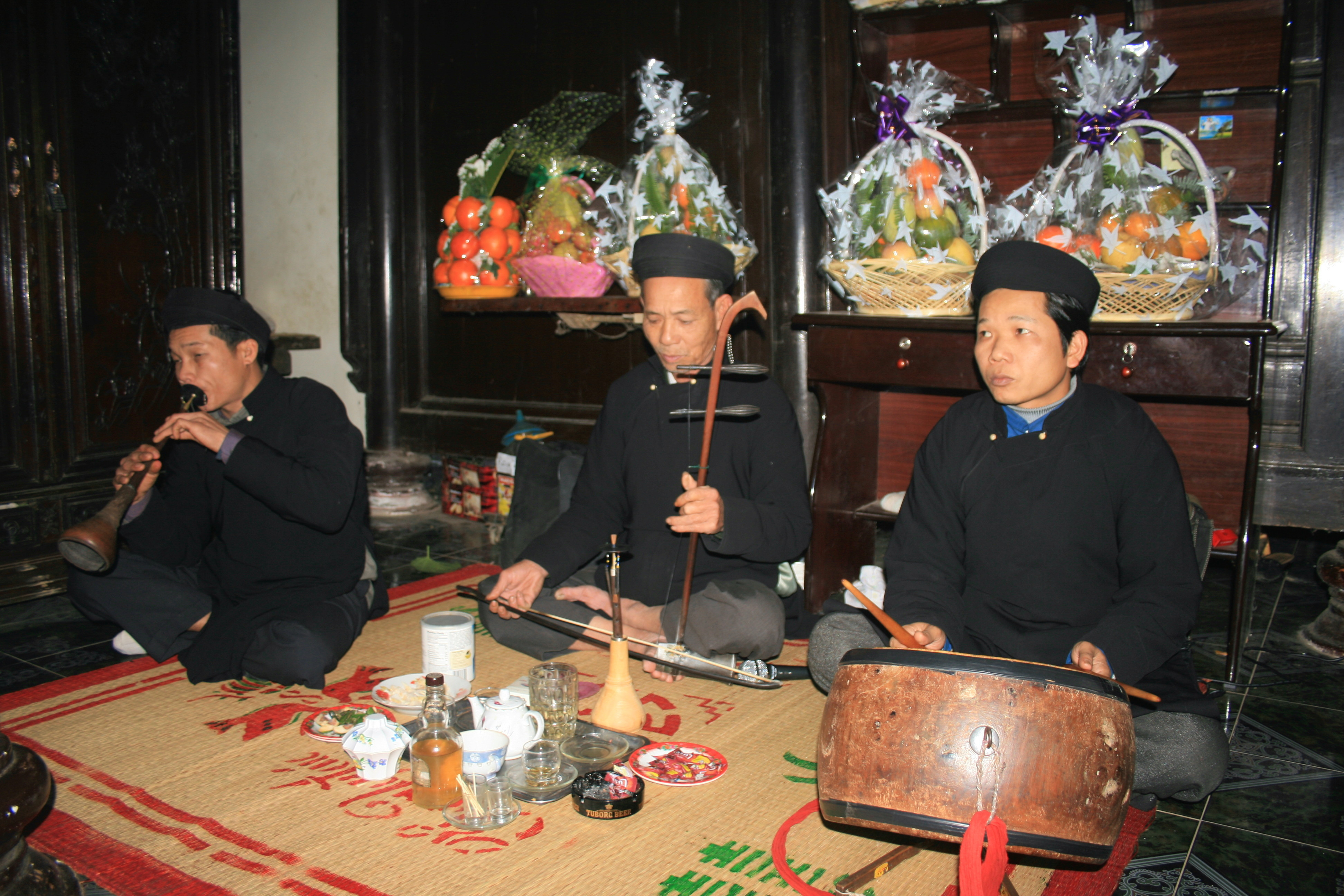
ベトナムの伝統的な葬式。左がケン・バウ

演奏には循環呼吸が用いられる。また、広いビブラートやポルタメントといった様々な奏法も用いられる。

## 語源
ケンは複簧管楽器、バウは瓢箪を意味する。瓢箪とはすなわち、この楽器のベルの形状のことである。ベトナムのツィター属の単弦楽器ダン・バウも、以前は素材に瓜が用いられていたことからバウの語が入っている。

## 演奏者
Trần Thảoは著名なケン・バウ奏者である。Trần Thảoはフエのニャー・ニャックの楽団を率いており、国際的な演奏旅行も行った。Trần Thảoは宮廷音楽の名家の血筋である。